# Syzygium tesselatum
Syzygium tesselatum är en myrtenväxtart som beskrevs av Pieter Willem Korthals. Syzygium tesselatum ingår i släktet Syzygium och familjen myrtenväxter. Inga underarter finns listade i Catalogue of Life.